# Sàtir de Milà
Sàtir de Milà   (Trèveris, 339 (Gregorià) - Milà, 378 (Gregorià)) era un funcionari romà, germà d'Ambròs de Milà. És venerat com a sant a l'Església catòlica. La seva vida exemplar va fer que fos venerat com a sant, celebrant-se'n la festivitat el 17 de setembre.

## Biografia
Les úniques fonts sobre Sant Sàtir són els dos discursos pronunciats pel seu germà Sant Ambrosi després de la seva mort (De excessu fratris sui Satyri). Sàtiro va ser el segon dels tres germans, precedit per Marcelina i seguit per Ambrogio, i sempre hi va haver una profunda unió espiritual entre ells. També es planteja la hipòtesi que va ser el germà bessó d'Ambrogio
| « | La hipòtesi […] apareix reforçada per l'anàlisi de les troballes osteològiques: tots dos semblen fer uns 1,62-1,63 d'alçada, de complexió esvelta, caracteritzats. per una lleugera asimetria a la cara, sota el pòmul esquerre | » |
| — Franco Cardini, 7 de desembre de 374. Ambrosi bisbe de Milà a I giorni di Milano, Roma-Bari, 2010, p.36. | |   |

Va emprendre una carrera legal com el seu germà, i es va convertir en governador d'una província no especificada de l'Imperi Romà, fent-se estimar pel poble per la seva humanitat. L'any 374 Ambrosi es va convertir en bisbe de Milà i Satiro va deixar les seves funcions públiques per ajudar el seu germà en l'administració de la diòcesi, per tenir cura de l'herència familiar i per protegir la germana que tenia. escollida per ser una verge consagrada. Ell també havia escollit la castedat, i gairebé segur que mai es va casar.
Durant el seu retorn d'un viatge a Àfrica va sobreviure a un naufragi, atribuint la seva salvació a un fragment d'Eucaristia obtingut dels seus companys de viatge i guardat en un mocador, però va sentir els símptomes d'una malaltia desconeguda que el va portar a mort l'any 378, no abans d'haver rebut el baptisme, conservant "la Gràcia rebuda intacta" i vivint amb sobrietat i sense excessiva vinculació als diners. Segons el seu desig de disposar lliurement dels béns deixats, Ambrogio i Marcellina els van distribuir als pobres. Va ser enterrat, per voluntat del seu germà, a la capella de San Vittore in Ciel d'Oro de la basílica ambrosiana, al costat de les relíquies de Sant Víctor el Moro. A partir del paper jugat al costat del seu germà bisbe, el Sagristà de l'Arxidiòcesi de Milà considera Sant Sàtir el seu sant patró.
Va morir inesperadament a Milà l'any 378 i va ser elogiat pel seu germà amb el sermó fúnebre, Sobre la mort d'un germà (De excessu fratris Satyri). Es refereix a ell l'església de Santa Maria presso San Satiro de Milà.